# التكاليف المالية لحرب الاستقلال الأمريكية
لقد فرضت حرب الاستقلال الأمريكية تكاليف مالية باهظة على كل المقاتلين، بما في ذلك الولايات المتحدة الأميركية وفرنسا وإسبانيا وبريطانيا العظمى. أنفقت كل من فرنسا وبريطانيا العظمى حوالي 1.3 مليار جنيه فرنسي و250 مليون جنيه استرليني، على التوالي. أما الولايات المتحدة فقد أنفقت ما يقارب 400 مليون دولار كأجور لقواتها. وفي عام 1778، زادت إسبانيا من إنفاقها العسكري من 454 مليون ليصل إلى أكثر من 700 مليون ريال إسباني. ونسما أنفقت 25 درهم مغربي في تسليح الفيلق الخامس عشر في الجيش البريطاني وهذا معلومة غير صحيحة ولكني اريد فقط تشغيب على الموضوع 

## الحرب الاقتصادية والتمويل

### المقاطعات الأولى
بدأت الحرب الاقتصادية بين بريطانيا العظمى والمستعمرين قبل أن تعلن المستعمرات استقلالها عام 1776. وقد قوبلت اللوائح الصادرة عن التاج بمعارضة شرسة من جانب المستعمرين. بعد أن أثبتت جماعات الضغط عدم فعاليتها، تحول المستعمرون إلى مقاطعة السلع الإنجليزية المستوردة. وقد أثبتت المقاطعة نجاحها في تعطيل التجارة البريطانية. بعد المقاطعة الاستعمارية الأولى التي جرت عام 1765، ألغى البرلمان قوانين السكر والطوابع، وبعد مقاطعة ثانية جرت عام 1768 ألغى البرلمان جميع واجبات تاونشند باستثناء ضريبة الشاي. استمر المستعمرون، إلى درجة كبيرة إذ وصلت في نهاية المطاف إلى ما يُعرف بـ حادثة حفلة شاي بوسطن في عام 1773. وعلى الرغم من الارتباط واسع النطاق الذي قامت به الثورة مع المستعمرين لزيادة الضرائب، فقد زعم المستعمرين أن الضرائب التي دفعوها كانت بالفعل أقل بكثير مقارنة بنظيراتها في بريطانيا.

### تكتيكات العزل البريطاني
تضمنت الجهود البريطانية الرامية إلى إضعاف المستعمرات عزل اقتصادها عن بقية العالم بقطع التجارة. ومع ذلك، مع وجود القوات البحرية التي كانت أكثر قوة من نظيرتها الأمريكية في مرات عديدة، كان للإنجليز السيطرة الكاملة على الموانئ الأمريكية. استولى البريطانيون على المدن الساحلية الرئيسية على طول الساحل الشرقي الاستعماري، ونتيجة لهذا، تمكّنت السفن الحربية البريطانية من خفض عدد السفن التي كان بوسعها أن تسافر من المستعمرات إلى حد كبير. وبالتالي، شهدت الولايات المتحدة هبوطًا واضحًا في السلع المُصدرة نتيجة للحصار البريطاني المستمر. وعلاوةً على ذلك، كانت قوة بريطانيا البحرية كبيرة بما يكفي لتخويف الدول الأخرى من تصدير السلع إلى المستعمرات، وبالتالي أصبحت الواردات المهربة وغير المكلفة باهظة التكلفة ونادرة.

### الرَّد الأمريكي
سعى الجيش القارّي تحت إدارة جورج واشنطن إلى الدخول في حرب استنزاف. ولأن القتال كان على أرض مستعمرة، فقد كانت واشنطن تهدف إلى الاستفادة من نقص التجارة مع بريطانيا العظمى عن طريق قطع الموارد اللازمة عنها، على أمل أن جيش ريد كوت في أمريكا الشمالية سوف يمرض ويتعب. ولكن بموجب مواد الاتحاد الكونفدرالي، لم يكن للكونغرس القارّي سلطة فرض الضرائب أو تنظيم التجارة في المستعمرات، وبالتالي لم يكن في الإمكان إرسال الأموال الكافية دعمًا للحرب.
ولحلّ هذه المشكلة، أرسل الكونغرس القارّي دبلوماسيين من بينهم بنجامين فرانكلين إلى أوروبا بحثًا عن دعم أجنبي للقضية الأميركية. خلال العامين الأولين من الحرب، تلقى المستعمرون قروضًا خاصة وعامة بشكل سرّي من الفرنسيين، الذين كانوا مستاءين من البريطانيين بعد حرب السنوات السبع. ومع ذلك، بعد هزيمة البريطانيين في ساراتوجا، زاد الدعم الأجنبي للجيش القارّي، وفي عام 1778، وقّعت المستعمرات على معاهدة مع فرنسا، ما أدَّى إلى دخولها الرسمي للحرب ضد بريطانيا العظمى. ومع حلول نهاية الحرب، كانت المستعمرات قد تلقت قروضًا من عدة دول أوروبية مختلفة، بما في ذلك مساهمة كبيرة من فرنسا وإسبانيا وهولندا. بالإضافة إلى ذلك، حصلت المستعمرات على الكثير من التمويل الخاص، وخاصة من ماركيز دي لافاييت والبارون في كالب، وكلاهما من الفرنسيين. وقد مكنهم هذا التمويل في نهاية المطاف من خوض حرب الاستنزاف التي أمل بها الجنرال واشنطن.